# アミュレート
株式会社アミュレート（英: amuleto）は、日本の芸能事務所。日本芸能マネージメント事業者協会会員。主に声優・俳優（主に舞台系）・アーティスト（アーティストルーム担当、主にアニメソング）の3ジャンルでマネージメントを行っている。

## 概要
AG-ONEグループ（AG-ONE＋5pb.）のタレントマネージメント部門「アークレイ」として5pb.の本社事務所内に設立された。設立当初はミディアルタに所属していた俳優や声優が多数移籍しており、実質的な受け皿事務所である。2011年4月にはグループ事業編成により、AG-ONE運営のもう1つの芸能事務所であるドワンゴアーティストプロダクションに所属する声優が移籍してきた。同年6月1日には運営母体（AG-ONE・5pb.）がMAGES.として合併したことを機に「アミュレート」に変更する。
組織として安定した後は事務所所在地を度々移転している。猿楽町から、2011年8月22日より恵比寿、2014年6月30日より銀座、2015年6月22日より神田三崎町、12月7日より田町、2023年9月4日より再び神田三崎町（現在地）。三崎町事務所以外は、MAGES.の本社移転に合わせての事務所移転となっている（同所は、従来よりドワンゴクリエイティブスクールの所在地であるほか、前述のドワンゴアーティストプロダクションの所在地でもあった。MAGES.の設立時本店所在地でもあり、会社に無関係の移転というわけではなかった）。
MAGES.が、ゲームやアニメの制作や音楽レーベルの運営などを行う多角的な企業であったことから、所属声優が自社制作のゲームやアニメに出演したり、自社レーベル所属の一部アーティストのマネジメントを担当するなど、他部門との連携が行われていた。
2024年7月16日、同年8月1日より「株式会社アミュレート」としてMAGES.から会社分割した上で、ディーカラーと事業統合することを発表。以降、MAGS.及びその親会社コロプラは、「アミュレート」もしくはマネジメント事業を関連会社・関連事業として案内することはなく、両社とは資本的に独立しているものと思われるが、明言されていない。

## 所属タレント
2025年4月時点。
ミ＝アークレイ時代からの所属者：ミディアルタからの移籍
ド＝アークレイ時代からの所属者：ドワンゴアーティストプロダクションからの移籍
ア＝アークレイ時代からの所属者：他事務所からの移籍・新規所属
デ＝事業統合によるディーカラーからの移籍者
他＝他事務所からの移籍・新規所属者

### 声優・俳優

#### 男性声優・俳優
- デ 石川和之
- 他 石川翔
- 他 一瀬巧
- ミ 上田燿司
- ア 大河元気
- 他 大須賀純
- 他 景浦大輔
- デ 加藤清司
- 他 楠大典
- 他 久瀬秋一
- ア 小島英樹
- デ 小林達也
- 他 高坂知也
- デ 斎藤寛仁
- デ 佐藤友啓
- 他 杉浦隼永
- 他 鈴木コウタ
- ア 高瀬泰幸
- 他 高仲祐之
- 他 高野光平
- 他 滝澤諒
- 他 田代哲哉
- 他 田渕将平
- 他 田村真
- ア 蓮岳大
- 他 福間竣兵
- ド 藤原祐規
- デ 細川祥央
- 他 村治学
- デ 矢口雄
- デ 谷内健
- ア 山口正秀
- 他 山本和臣
- ド 横田紘一

#### 女性声優
- 他 青戸浩香
- 他 明坂聡美
- デ 浅井清己
- 他 安藤鈴菜
- 他 伊藤寿江
- 他 伊藤未帆
- デ 宇田川紫衣那
- 他 大石歩佳
- 他 大森舞
- 他 岡田千優季
- 他 岡本美歌
- デ 小田真由美
- 他 音羽里奏
- デ 菊永あかり
- 他 木野日菜
- 他 木村文香
- デ 小林さとみ
- 他 今野優月
- ミ 佐久間紅美
- 他 佐藤舞
- 他 真田アサミ
- 他 沢樹ゆうは
- ミ 庄子裕衣
- 他 鈴山未彩
- 他 平流エレン
- 他 武石あゆ実
- 他 田畑寧々
- 他 田村ゆかり
- ミ 津川祝子
- デ 紬良郁水
- 他 東郷しえり
- デ 戸田亜紀子
- 他 永木さくら
- 他 中島優衣
- 他 永島由子
- 他 七海とろろ
- デ 野瀬碧里
- 他 本多真梨子
- デ 三井好美
- 他 宮園美海
- 他 桃井はるこ
- 他 八十川楓
- 他 柳木みり
- 他 山内捺生
- 他 山本亜衣
- 他 山本彩乃
- 他 吉住絵里加
- デ 吉田小百合
- デ 陸田由貴
- 他 渡辺千絢

#### 準所属
| - 他 國廣大介 - 他 唐仁原正幸 - 他 小泉友人 - 他 酒見正太郎 - デ 武井和歩 - 他 滝宮聖也 - 他 對馬大樹 - 他 中野大志 - 他 早川慧 - 他 福留雄司 - 他 前田優輝 - 他 美藤優 - デ 山崎重 - 他 米山伸伍 | - 他 小路くみ - デ 国吉美奈子 - 他 田中聖奈 - 他 羽鳥まみ - 他 雨宮美都 - 他 石川明日菜 - 他 上永紗也華 - 他 久篠楓 - 他 小坂ほのか - 他 小清水里紗 - 他 琴凪優奈 - 他 清水星来 - デ 多田このみ - 他 長月あおい - デ 西薗雪乃 - 他 二ノ宮雪乃 - 他 西畑美沙子 - 他 福田純梨 - 他 藤崎桃子 - 他 前田きらら - 他 間中三雲 - 他 水花天乃 - 他 盛恵里花 - 他 吉森未沙希 |

### アーティスト（アーティストルーム担当）
- 他彩音
- 他純情のアフィリア
- 他Zwei
- 他FRAM

### その他の所属者
- 他勝俣まさとし（クリエーター）
- 他高橋名人（ゲームプレゼンター）
- 他もえのあずき（エラバレシメンバー）
- 他天月ミク（プロ麻雀士）
- 他長島☆自演乙☆雄一郎（プロレスラー）

## 過去に所属していた主なタレント

### 男性
- 伊藤健太郎（現所属：マウスプロモーション）
- 大林洋平
- 奥正史（フリー）
- 菊地燎（現所属：ジャストプロ）
- 向後啓介
- 佐々木篤
- 志田良太
- 鈴木裕斗（現所属：ケンユウオフィス）
- 竹島聡之介（フリー）
- 津田健次郎 （現所属：アンドステア）
- 中優一郎（フリー）
- 速水秀之
- 堀龍也
- 真野恭輔（現所属：BLACK SHIP）
- 松尾大亮（フリー）
- 武藤正史（現所属：マウスプロモーション）
- 米山雄太（現所属：ブロッサム・エンターテイメント）

### 女性
- 赤木春菜 (引退）
- 飯泉桃音（フリー）
- 池永亜美（現所属：MAXSTAR）
- 石井まみ（現所属：大沢事務所）
- 石井利奈（現所属：劇団K-Show）
- 石塚みづき（フリー）
- 岡木陽夏 (引退）
- 河合紗希子（現所属：Rush Style）
- 桐生朱音（引退、元ピュアリーモンスター）
- 香月はるか（業務提携、フリー）
- 川田ひろ子（現所属：フトゥールム）
- 桑原苑美（現所属：sitoa）
- 久嶋咲結（フリー）
- 小日向茜（フリー）
- 沢井エリカ（現所属：劇団娯楽天国）
- 仙台エリ（現所属：グリーンノート（代表））
- 仲谷明香（現所属：ミシェルエンターテイメント）
- 中臣真菜（現所属：マウスプロモーション）
- 南條愛乃（現所属：ボイスキット）
- HIMEKA（フリー）
- 平野妹（現所属：CROSS CALL）
- 古川かおり（現所属：フォレストリンク）
- 松本梨香（現所属：Matsurica代表）
- 三谷翔子（現所属：オフィス海風）
- みなもりあすか（現所属：レオパード・スティール）
- 八島さらら（現所属：LAL）
- 吉野瑞穂（現所属：エムファイブ）
- 茉莉邑薫（フリー、オフィスアネモネ業務提携）
- 諏訪ななか（フリー、ステイラック業務提携）
- 吉田仁美（フリー）

### アーティスト
- 鈴木このみ（現所属：115）
- 流田Project（現所属：Peak A Soul+）
- Fuki（フリー）
- いとうかなこ（フリー）
- 亜咲花（現所属：CAT entertainment）

## 附属養成所
『SAY YOU LAB』という屋号で声優養成所も運営している（事務局はアミュレート本社と同一箇所）。amuletoジュニア預かり向けのコースを設けている。前身は『ドワンゴクリエイティブスクール』（ドワンゴアーティストプロダクションの母体）で、声優のほかアーティストの養成も行っていたが、改組して声優養成に特化した。